# Subaru Justy
De Subaru Justy is een kleine auto van Subaru. De auto is in vijf versies gebouwd. Anders dan de grotere Subaru's had de Justy geen boxermotor en was evenmin leverbaar met een turbomotor. Wel uniek in zijn klasse, en Subaru-typisch, was optionele vierwielaandrijving op de eerste en tweede generatie, en standaard op de derde en vierde generatie Justy's.

## 1e generatie (1984-1989)

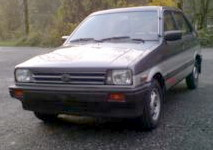
Justy 1984-1989

De Subaru Justy is in 1984 op de Nederlandse markt verschenen. Het model was gebaseerd op de tweede generatie Mini-Jumbo maar iets hoger gepositioneerd dan de Mini-Jumbo. Hij was groter, wat ruimer, had een grotere en krachtiger motor en was wat rijker uitgerust. Net als de Mini-Jumbo was de Justy leverbaar als 3-deurs en als 5-deurs hatchback. Veel keuze qua motoren was er niet, alleen een 1.0 en de 1.2, beide driecilinders. Wel waren er een aantal uitrustingsniveaus leverbaar. De DL, S en SL waren specifiek voor de 3-deursvarianten. De 5-deurs was alleen als GL leverbaar. De Justy was ook leverbaar vanaf februari 1987 met een ECVT-versnellingsbak: een CVT met elektromagnetische poederkoppeling. Dit zorgde ervoor dat het model bij voornamelijk oudere mensen geliefd was. Ook leverbaar was vierwielaandrijving, al dan niet in combinatie met de ECVT-automaat. 4WD is in Nederland weinig verkocht en van de combinatie 4WD met de ECVT is slechts een zeer klein aantal verkocht.

### Motoren 1e generatie
- EF10: 997 cc 3-cilinder benzine 6 kleppen carburateur 54PK/6000tpm 80Nm/3600tpm
- EF12: 1189 cc 3-cilinder benzine 9 kleppen carburateur 68PK/5600tpm 95Nm/3600tpm

## 2e generatie (1989-1994)

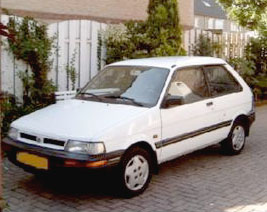
Justy 1989-1994

In 1989 kreeg de Justy een uitgebreide opfrisbeurt. Een nieuwe neus, een ander dashboard, nieuwe bumpers en andere achterlichten. Vanwege de emissie-eisen namen de motorvermogens wat af. Subaru leverde vanaf 1993 weer snellere 1.2-motor voorzien van multipointinjectie. Hierdoor nam het vermogen weer iets toe.
- 993 cc 3-cilinder benzine 6 kleppen carburateur 50PK/5600tpm 76Nm/3600tpm
- 1189 cc 3-cilinder benzine 9 kleppen carburateur 67PK/5600tpm 95Nm/3600tpm
- 1189 cc 3-cilinder benzine 9 kleppen MPFI/Multipoint-injectie 73PK/5600tpm 96Nm/2800tpm

## 3e generatie (1996-2004)

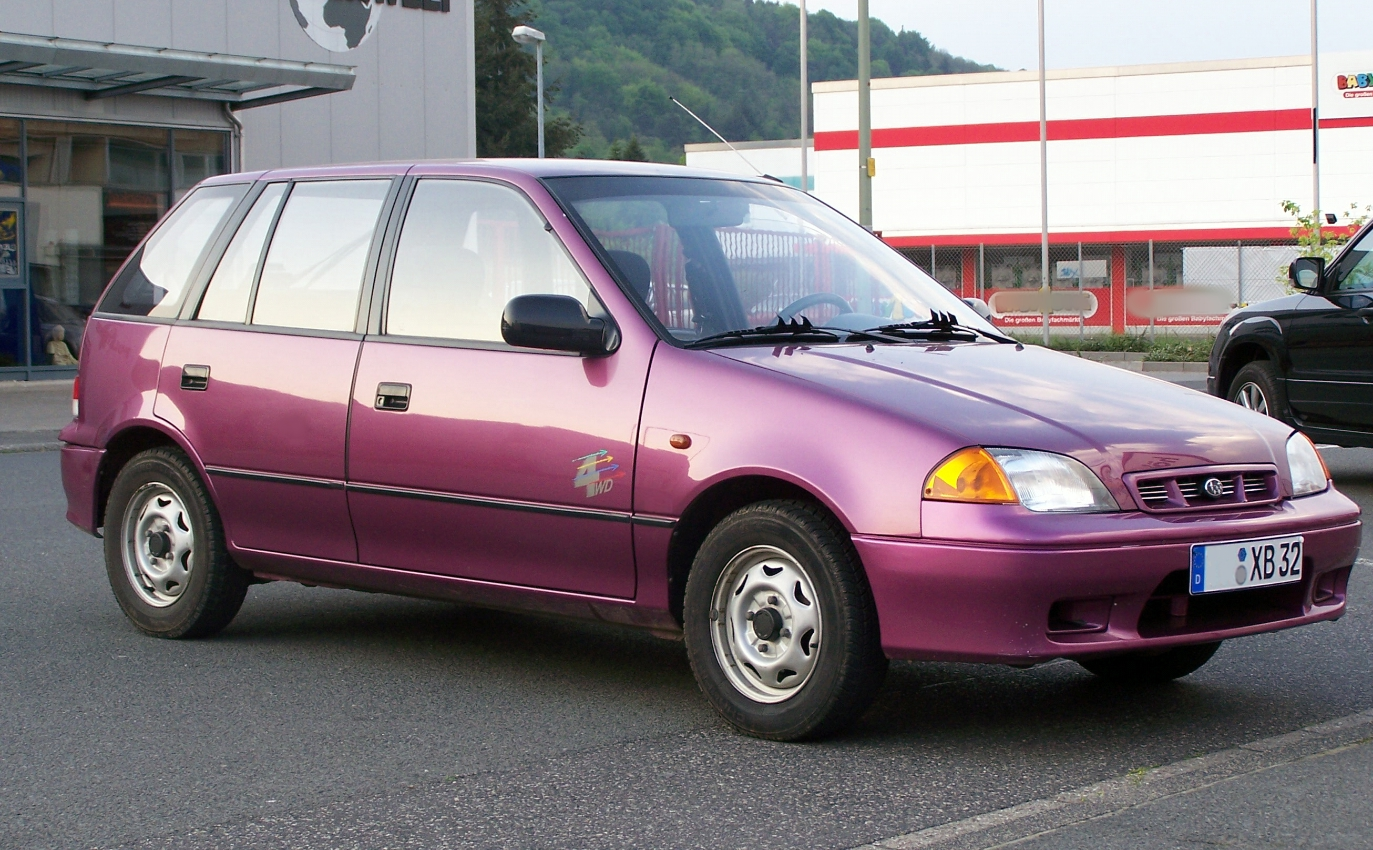
Justy 1996-2004

Vanaf 1996 werd het derde model aangeboden, hoewel het in feite ging om een vierde generatie Suzuki Swift met vierwielaandrijving via een viscokoppeling. Dit model had een 1.3 (1298 cc) 8V G13BA SPFI/Singlepoint-injectie viercilindermotor met 68pk, of een 1.3 16V MPFI/Multipoint-injectie G13BB met 86pk.
Deze bij Suzuki in Hongarije gebouwde Justy was in Nederland de goedkoopste auto met vierwielaandrijving. Concurrerende auto's als de Peugeot 206 of Opel Corsa waren iets goedkoper maar hadden (slechts) voorwielaandrijving.

## 4e generatie (2004-2007)

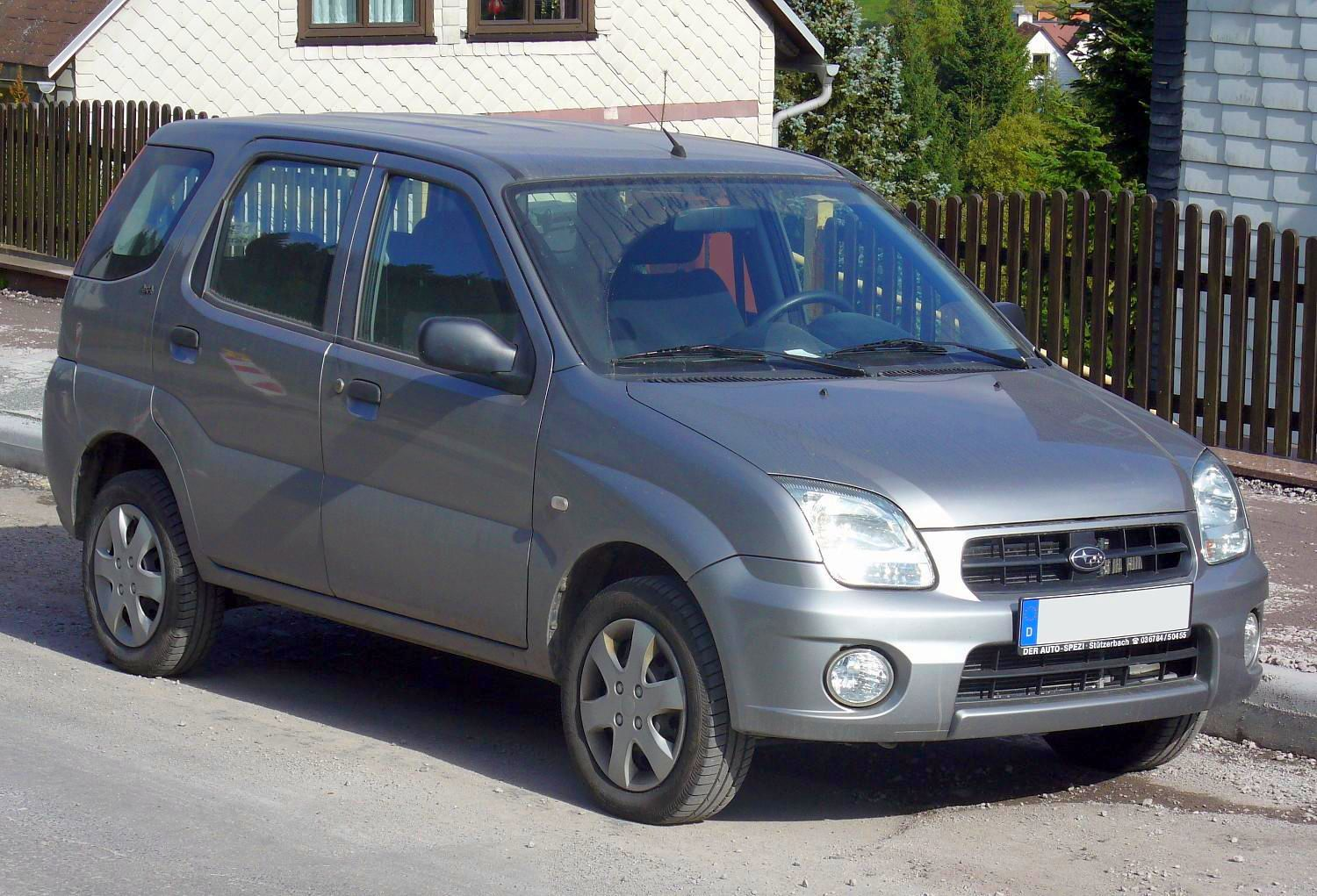
Justy G3X 2004-2007

In 2004 werd het model opgevolgd door de op de Suzuki Ignis gebaseerde Subaru Justy G3X.
Dit model was beschikbaar met de DOHC 16V M13A of M15A motoren, beide met variabele kleptiming en met vermogens die uiteenlopen van 91 pk (1.3) tot 110 pk (1.5), of de Fiat MultiJet gebaseerde 1.3 DDiS turbodiesel met 70 pk. Net als de op de Suzuki Swift gebaseerde Justy had de Justy G3X standaard AWD/vierwielaandrijving.

## 5e generatie (2007-2010)

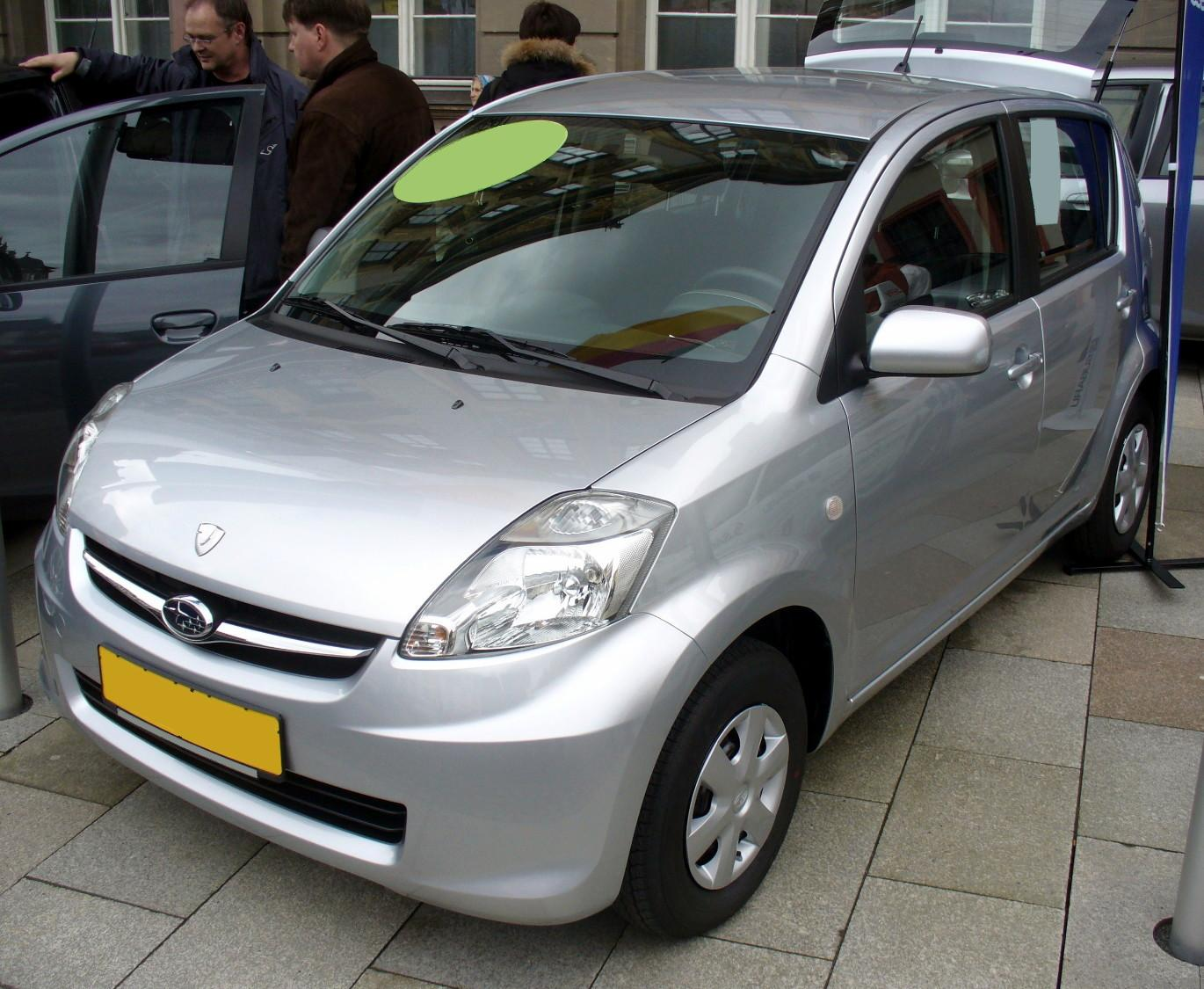
Justy 2007-2010

In 2007 werd de 5e generatie Justy gepresenteerd, de toevoeging G3X verdween. Dit model Justy is gebaseerd op de Daihatsu Sirion 2 en had in Europa geen vierwielaandrijving standaard of als optie leverbaar. De enige leverbare motor was de 1.0 1KR-FE driecilinder uit de Toyota Aygo.

## Subaru Trezia

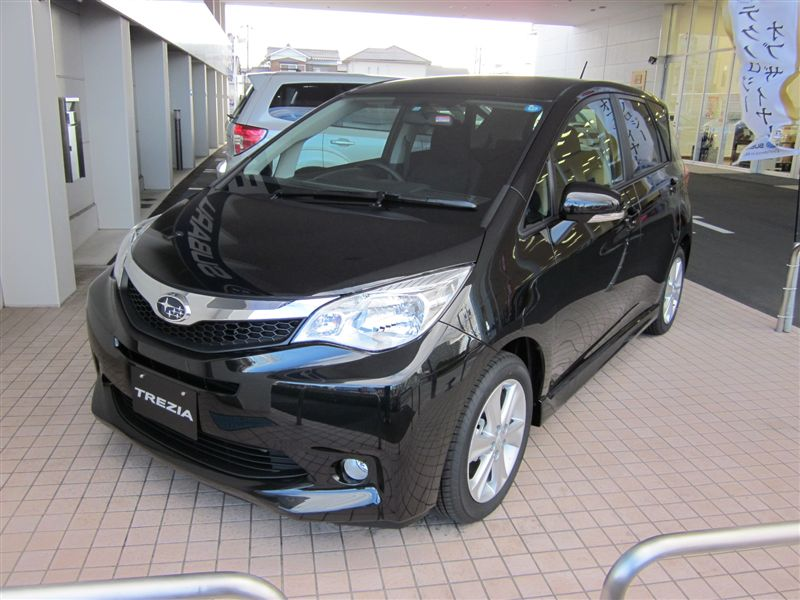
Subaru Trezia

In 2010 kwam een nieuw model op de markt, gebaseerd op de Toyota Verso-S. Het model heette voortaan Trezia en daarmee kwam na meer dan 25 jaar de naam Justy te vervallen.
Net als zijn voorganger, de op de Daihatsu gebaseerde Justy, was de Trezia (of Toyota Ractis zoals hij in Japan genoemd wordt) alleen in Japan leverbaar met vierwielaandrijving. Elders was hij alleen leverbaar met voorwielaandrijving.
In productie:
Impreza ·
WRX STi ·
XV · 
Forester ·
Levorg ·
Legacy ·
Outback ·
BRZ

Niet meer geproduceerd:
360 · 
Sambar · 
R-2 · 
Rex (Mini Jumbo) ·
Vivio ·
Exiga ·
Justy/G3X Justy ·
1000 ·
Traviq ·
Baja ·
E-wagon (Libero) · 
1500 ·
Leone · 
Trezia · 
XT · 
SVX ·
Tribeca

Conceptauto's:
Viziv ·
B5-TPH ·
Hybrid Tourer ·
B11S